# NGC 2403
NGC 2403 (také známá jako Caldwell 7) je spirální galaxie v souhvězdí Žirafy. Je okrajovým členem skupiny galaxií M81
a od Země je vzdálena přibližně 10,4 milionů světelných let.
Je velmi podobná Galaxii v Trojúhelníku M33, zejména díky svému rozměru 50 000 světelných let a mnoha hvězdotvorným oblastem HII.
V jejím severním spirálním rameni se nachází hvězdotvorná oblast NGC 2404.
NGC 2403 se nachází v jihovýchodní části souhvězdí v oblasti bez jasných hvězd, 8 stupňů severozápadně od hvězdy Muscida s magnitudou 3,4, která tvoří hlavu souhvězdí Velké medvědice. Galaxii je možné najít běžným triedrem s parametry například 10×50. Je nejjasnější galaxií se severní deklinací, kterou Charles Messier nepřidal do svého katalogu.

## Supernovy

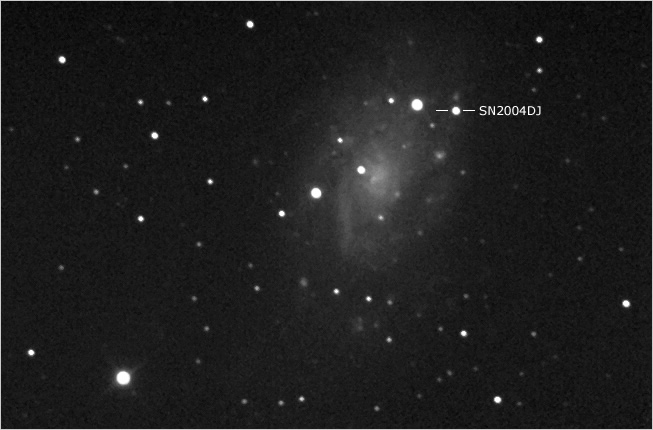
Poloha SN2004dj v NGC 2403.

Do roku 2004 zde byly nalezeny tři supernovy: SN 1954J, která v maximu dosáhla magnitudy 16, SN 2002kg s maximem 19 mag a SN 2004dj s maximem 11,2 mag.

## Historie
NGC 2403 objevil William Herschel 1. listopadu 1788. Allan Sandage v ní pomocí Halova dalekohledu objevil Cefeidu, což z ní dělá první galaxii mimo Místní skupinu galaxií, ve které byla nalezena Cefeida. Sandage vypočítal vzdálenost NGC 2403 na pouhých 8 000 světelných let. Později se odhad její vzdálenosti zvýšil tisíckrát na přibližně 10,4 milionů světelných let.